# Plamki Brushfielda

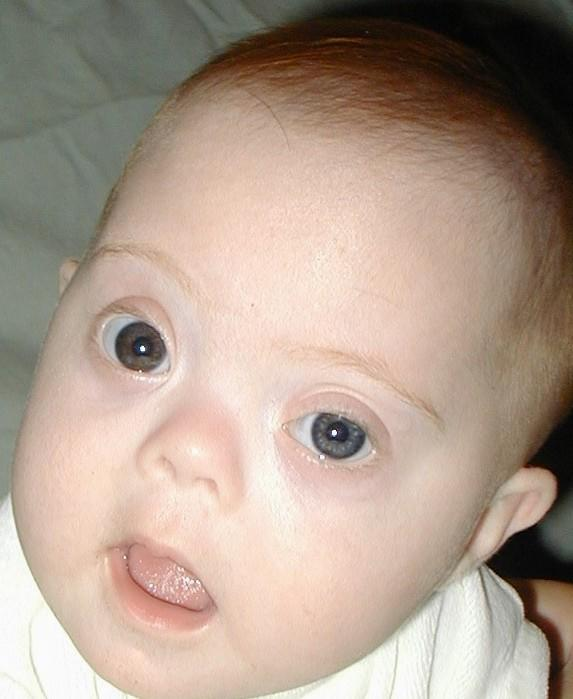
Dziecko z zespołem Downa. Widoczne plamki Brushfielda oraz różnobarwność tęczówek

Plamki Brushfielda (ang. Brushfield spots) – małe, lekko wypukłe odbarwione plamki na tęczówce oka. Tworzą nieregularny pierścień w około 1/3 odległości od obwodu do źrenicy. Częstsze są u osób z jasno zabarwionymi tęczówkami.
Histologicznie stwierdza się w plamkach Brushfielda hiperplazję podścieliska. Zwykle towarzyszy jej obwodowa hipoplazja tęczówki.
Plamki Brushfielda występują w zespole Downa i uważane są za dość charakterystyczne dla obrazu klinicznego tej trisomii, chociaż spotykane są także w zdrowej populacji. W dużym badaniu na azjatyckiej populacji dzieci z zespołem Downa nie stwierdzono plamek Brushfielda u żadnego z nich.
Nazwa upamiętnia angielskiego lekarza Thomasa Brushfielda (1858–1937), który jako pierwszy opisał te zmiany w 1924 roku.